# 温室行动
温室作戰（英語：Operation Greenhouse）是美国的第五次核试验，也是1951年内的第二次核试验。该核试验为氢弹的研制奠定了基础。试验场所设在太平洋试验场，所有的原子弹爆炸测试都在高大的铁塔上进行，以模仿在空中引爆原子弹的情况。
温室作戰的目的在测试适合作战时发动攻击的新型核武器，最重要的目标是减少裂变材料到最必须的程度，同时提升破坏力。由于一年半前苏联进行了首次核试验，故美国开始进行新型核武器的储备工作，许多尚未来得及测试。温室作戰对于热核武器的进一步开发是至关重要的。
在试验的 Mujinkarikku 岛上，试验人员修建了一些掩体、房屋和工厂以测试核武器的威力。
乔治（George）核试验是世界首次热核试验，这是一种环形的装置，并不适合作为武器使用。在装置中心放置了一些液态氢的重中子（氘、氚）。其威力并不显著，与其说是热核武器，更类似于助爆型原子弹。这次试验为之后首枚氢弹“常春藤麥克”测试了热核武器的基本制造原则。项目（Item）核试验是第一个助爆型裂变武器，是非助爆型核武器威力的两倍。

## 核试验
| 名称   | 日期（GMT）         | 核武器当量 | 附注                           |
| ------ | ------------------- | ---------- | ------------------------------ |
| Dog    | 1951年4月8日 19:34  | 70千吨     |                                |
| Easy   | 1951年4月21日 19:26 | 47千吨     |                                |
| George | 1951年5月9日 22:30  | 225千吨    | 首次热核试验，使用氘作为核物质 |
| Item   | 1951年5月25日 19:17 | 45.5千吨   | 使用氚的助爆型核武器           |

## 图像

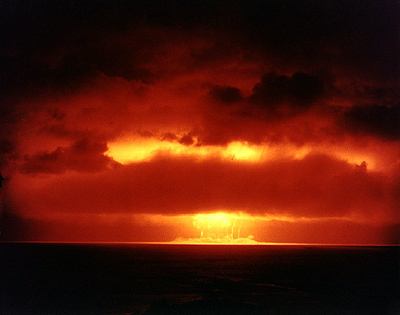
Dog
- Easy
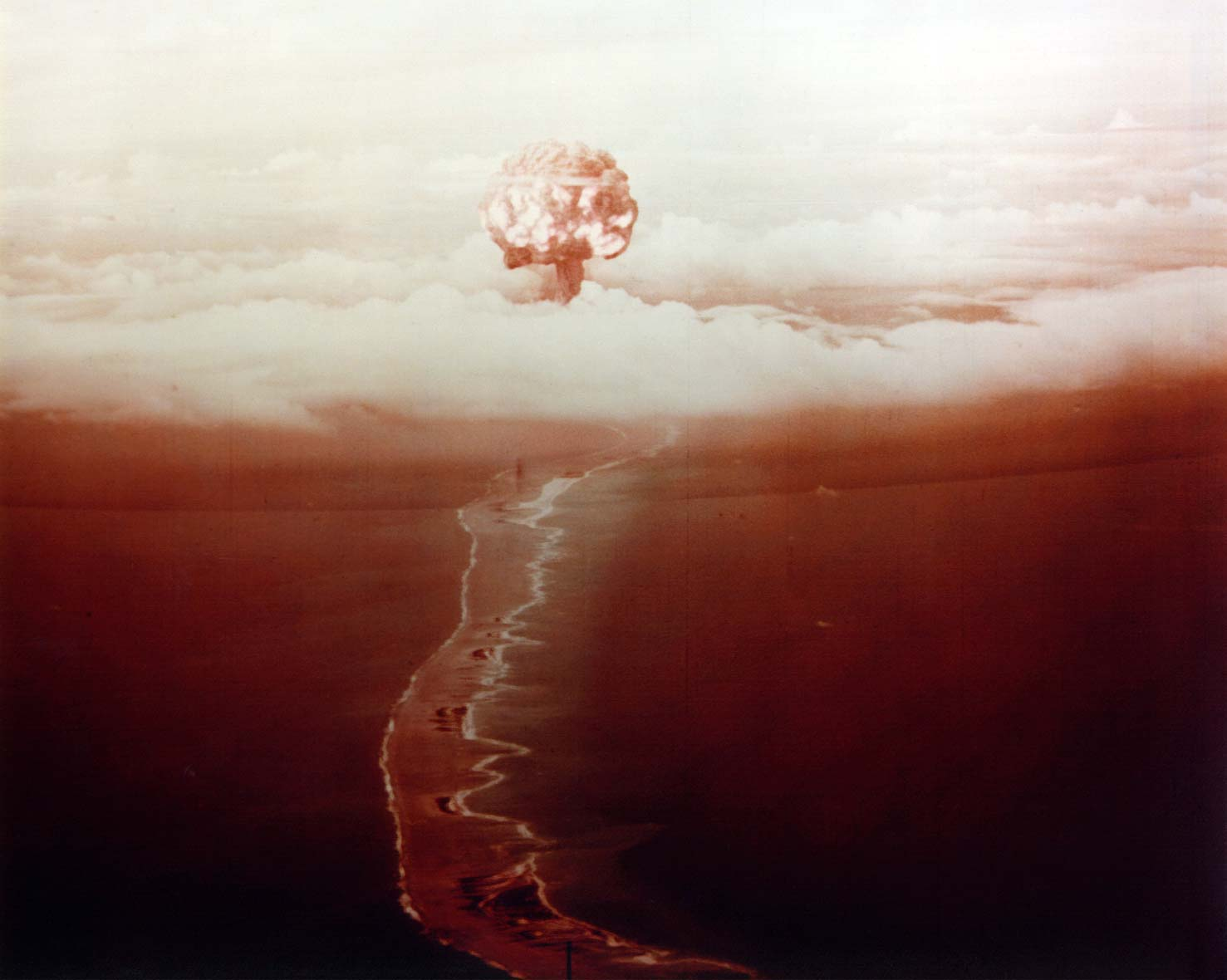
George
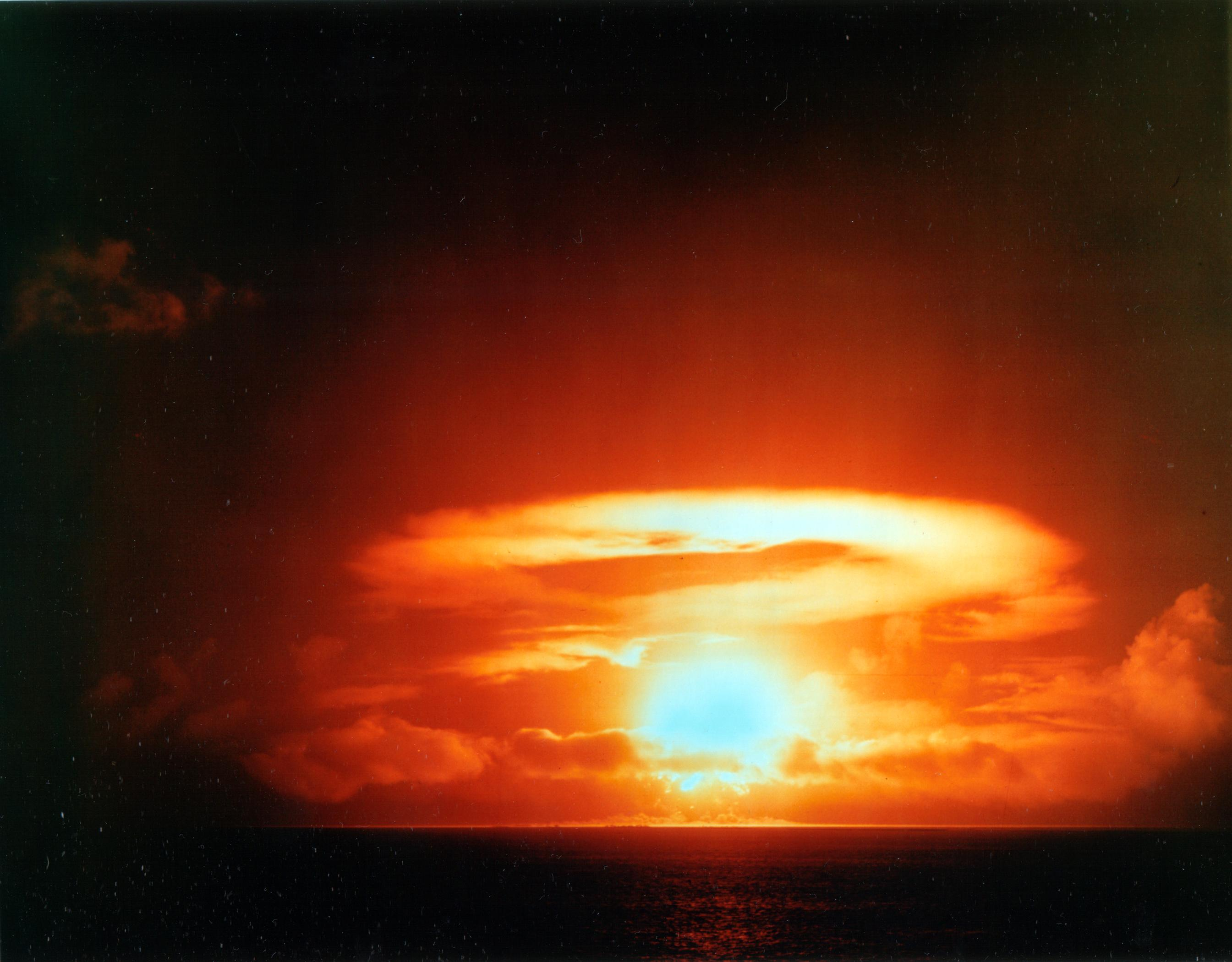
Item
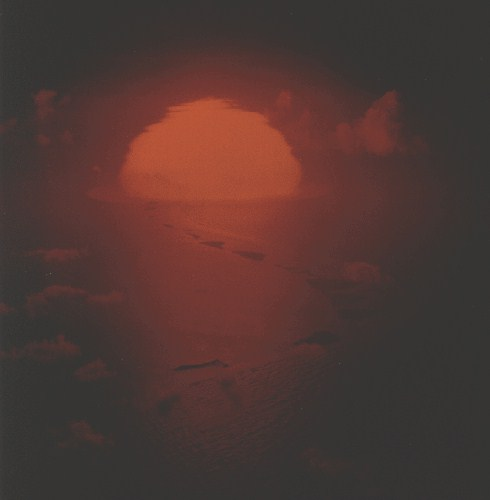
Item